# Amused to Death
Amused to Death è il terzo album in studio da solista di Roger Waters, già membro dei Pink Floyd. Raggiunse l'ottavo posto nelle classifiche inglesi.

## Origine e tematiche
La lunga genesi dell'album, originariamente ispirato al libro del pedagogista ed esperto di media Neil Postman, intitolato appunto Divertirci da morire (Amusing Ourselves To Death), subì una grossa spinta sul piano creativo con lo scoppio della prima Guerra del Golfo, in modo analogo a quanto era avvenuto per The Final Cut e la guerra nelle Falkland. Sull'onda emotiva di quell'evento e dei fatti di Tienanmen in Cina, Waters modificò e aggiunse testi in corso d'opera, per approdare a una riflessione generale sui mass media e sul loro rapporto con guerra, violenza e repressione: se da un lato la televisione inchioda i regimi repressivi alle loro responsabilità (il caso della Cina), dall'altro il telespettatore occidentale, assuefatto nella sua cinica indifferenza, banalizza anche la guerra che riduce alla stregua di uno spettacolo televisivo come tanti altri.
Uno dei fili conduttori di tutto il disco divenne così il personaggio della scimmia – allegoria del genere umano – che fa zapping col televisore, del tutto indifferente a ciò che guarda, non tanto diversa in questo dal telespettatore-uomo (di frequente, il passaggio tra una traccia e l'altra del CD è costituito proprio dal rumore del cambio di canale TV). 
Waters immagina poi che alieni sbarchino sulla Terra dopo l'estinzione dell'uomo e studino proprio il comportamento della scimmia, mentre l'umanità è già ridotta ad ombre (come molte vittime di Hiroshima e Nagasaki). Nel brano che chiude e dà il titolo all'album, gli studiosi alieni scoprono ombre degli esseri umani riunite attorno ad apparecchi televisivi e concludono così che la specie umana si è estinta perché "si è intrattenuta a morte".
La prima traccia, The Ballad of Bill Hubbard, contiene la voce di Alfred Razzell, veterano della prima guerra mondiale, che racconta quando rinvenne sul campo di battaglia il commilitone William "Bill" Hubbard, gravemente ferito. Dopo tentativi vani di portare Hubbard con sé, Razzell fu costretto ad abbandonarlo nella terra di nessuno, per poter salvare almeno la propria vita; il racconto prosegue e si conclude alla fine dell'album, in coda al brano Amused to Death, fornendo un'appendice alla tragica storia, con Razzell che descrive come abbia finalmente trovato la pace dai sensi di colpa. Gli estratti provengono dal documentario Everyman del 1991 della BBC, "A Game of Ghosts", che celebra il 75º anniversario dell'inizio della battaglia della Somme. Non a caso, i protagonisti del racconto erano arruolati nei Reali Fucilieri britannici come il padre di Waters, sbarcato ad Anzio e caduto presso Aprilia nel 1944, durante la seconda guerra mondiale.

## Produzione
Waters condivide la produzione dell'album con Pat Leonard il quale suona anche in alcune tracce. La registrazione avvenne in dieci studi diversi. Fra gli artisti che collaborano ci fu Jeff Beck alla chitarra, in alcuni brani. In alcune canzoni Waters duetta al canto con altri come ad esempio Don Henley degli Eagles, in Watching TV. Vennero poi aggiunte varie voci parlanti: alcune autentiche, come quella del soldato Razzell o quella agonizzante di una studentessa cinese uccisa a Piazza Tienanmen, cui è dedicato il testo di Watching TV, altre che interpretano testi scritti dallo stesso Waters, come il telecronista dell'NBA di basket Marv Albert o l'attore Charles Fleischer nella parte di un predicatore televisivo.
All'inizio del brano Perfect Sense, Part I Waters ha anche inserito un proprio messaggio, registrato alla rovescia e diretto al regista Stanley Kubrick che gli aveva negato il permesso di usare – proprio su quel brano – la voce del computer HAL 9000 tratta dal film 2001: Odissea nello spazio. Più avanti, nel testo di It's A Miracle c'è un riferimento caustico al compositore di musical Andrew Lloyd Webber, colpevole secondo Waters di aver plagiato un tema dei Pink Floyd (precisamente una sezione di Echoes, del 1971) per il suo The Phantom of the Opera.

## Registrazione
L'album fu registrato con una tecnologia innovativa per quei tempi: il Q-Sound, una sorta di surround virtuale che aumentava l'ampiezza dell'immagine sonora e rendeva più netta la sensazione che determinati suoni e voci provenissero da dietro o dai lati dell'ascoltatore.

## Tracce
Testi e musiche di Roger Waters.
1. The Ballad of Bill Hubbard – 4:19
2. What God Wants, Pt I – 6:00
3. Perfect Sense, Pt I – 4:16
4. Perfect Sense, Pt II – 2:50
5. The Bravery of Being Out of Range – 4:43
6. Late Home Tonight, Pt I – 4:00
7. Late Home Tonight, Pt II – 2:13
8. Too Much Rope – 5:47
9. What God Wants, Pt II – 3:41
10. What God Wants, Pt III – 4:08
11. Watching TV – 6:07
12. Three Wishes – 6:50
13. It's A Miracle – 8:30
14. Amused to Death – 9:06

## Formazione
- Roger Waters - voce, basso (tracce 2, 13), sintetizzatori (2, 4), chitarra (5, 11, 14)
- Patrick Leonard - tastiere (tranne 6 e 7), programmazione percussioni (1), arrangiamento cori (2, 9, 10, 11,13), 2° telecronista NBA (4), piano (11, 13), organo Hammond (5), sintetizzatori (5, 13)
- Jeff Beck - chitarra (1, 2, 10, 11, 12, 13, 14)
- Randy Jackson - basso (2, 9)
- Graham Broad - batteria (tranne 1, 5, 11, 13), percussioni (6, 7)
- Luis Conte – percussioni (tranne 2, 5, 9, 11, 13, 14)
- Geoff Whitehorn - chitarra (2, 8, 10, 14)
- Andy Fairweather Low - chitarra (2, 6, 7, 8, 9, 11,12), voce (6, 7)
- Tim Pierce - chitarra (2, 5, 9, 12)
- B.J. Cole - chitarra (3, 4)
- Steve Lukather - chitarra (3, 4, 8)
- Rick Di Fonso - chitarra (3, 4)
- Bruce Gaitsch - chitarra (3, 4)
- James Johnson - basso (tranne 1, 2, 5, 9 e 11)
- Brian Macleod - rullante (3,4), charleston (3, 4)
- John Pierce - basso (5)
- Denny Fongheiser - batteria (5)
- Steve Sidwell - cornetta (6, 7)
- John Patitucci - basso (11)
- Guo Yi & the Peking Brothers - dulcimer, liuto, zhen, oboe, basso (11)
- John Bundrick - organo Hammond (12)
- Jeff Porcaro - batteria (13)
- Katie Kissoon - voce (2, 8, 9, 12, 14)
- Doreen Chanter - voce (2, 8, 9, 12, 14)
- N'Dea Davenport - voce (2)
- Natalie Jackson - voce (2, 5)
- P.P. Arnold - voce (3, 4)
- Lynn Fiddmont-Linsey - voce (5)
- Jessica Leonard - bambina che grida (8)
- Jordan Leonard - bambino che grida (8)
- Don Henley - voce (11)
- Jon Joyce - voce (13)
- Stan Laurel - voce (13)
- Jim Haas - voce (13)
- Rita Coolidge - voce (14)
- Alf Razzell - parlato (1, 14)
- Marv Albert - telecronista NBA (4)
- Charles Fleischer - predicatore TV (9)
- John Dupree - arrangiamento e direzione archi (2, 3)
- La National Philharmonic Orchestra Limited diretta da Michael Kamen (6, 7, 8, 10)
- I London Welsh Chorale diretti da Kenneth Bowen (2, 10, 13)